# Hán Vũ cố sự
Hán Vũ cố sự (chữ Hán: 漢武故事, bính âm: Hàn wǔ gùshì) hay Hán Vũ Đế cố sự (chữ Hán: 漢武帝故事, bính âm: hàn wǔdì gùshì), đa phần nội dung của cuốn sách này cùng Sử ký, Hán thư có nhiều mâu thuẫn và khác biệt, cho nên nó thường được coi là một cuốn sách tạp sử, thuộc về nhóm tiểu thuyết.
Nội dung chủ yếu ghi lại câu chuyện linh tinh đã mất về thời kỳ của Hán Vũ Đế Lưu Triệt, như câu chuyện về "Kim ốc tàng Kiều" cực kỳ nổi tiếng, cái tên A Kiều của Trần Hoàng hậu cũng xuất phát từ cuốn sách này.

## Tác giả
Có nhiều ý kiến khác nhau về tác giả của cuốn sách này, chẳng hạn như Ban Cố nhà Hán, Cát Hồng nhà Tấn và Vương Kiệm thời Nam Tề. Tuy nhiên cũng không có bằng chứng rõ ràng. Vì vậy có thể coi tác giả viết nên cuốn sách này là nhà văn thời Tào Ngụy - Tây Tấn, lấy danh nghĩa của Ban Cố mà làm.

## Kim ốc tàng Kiều
Có một truyền thuyết cực kì nổi tiếng về Trần Hoàng hậu được ghi lại trong Hán Vũ cố sự, đó là Kim ốc tàng Kiều (金屋藏嬌), nghĩa là "nhà vàng cất người đẹp". Đây là một câu ngạn ngữ nổi tiếng, được biết đến như một lời định ước của phu quân đối với nguyên phối thê tử, là một trong những câu ngạn ngữ cổ điển nổi tiếng nhất trong văn hóa Trung Quốc.
Nguyên văn:
| “              | 漢景皇帝王皇后，納太子宮，得幸，有娠，夢日入其懷，景帝亦夢高。高祖謂己曰：「王美人得子，可名爲彘。」及生男，因名焉。是爲武帝。帝以乙酉年七月七日旦生於猗蘭殿。年四歲，立爲膠東王。數歲，長公主嫖抱置膝上，問曰：「兒欲得婦不？」膠東王曰：「欲得婦。」長主指左右長御百餘人，皆云不用。末指其女問曰：「阿嬌好不？」於是乃笑對曰：「好！若得阿嬌作婦，當作金屋貯之也。」長主大悅，乃苦要，上遂成婚焉。皇后既廢，栗姬次應立，而長主伺其短，輒微白之。上嘗與栗姬語屬諸姬子曰：「吾百歲後善視之」，栗姬怒弗肯應。又罵上老狗，上心銜之，未發也。長主日譖之，因譽王夫人男之美。王夫人陰告長主，使大臣請立栗姬爲後，上以爲栗姬諷之，遂發怒誅大臣、廢太子爲王。栗姬自殺，遂立王夫人爲後。膠東王爲皇太子，時年七歲，上曰：「彘者徹也。」因改徹。 ... Hán Cảnh Hoàng đế Vương Hoàng hậu, khi còn ở Thái tử cung, được sủng hạnh, có thai. Một tối, Đế nằm mơ thấy Cao Tổ nói rằng:「"Vương phu nhân nếu sinh là con trai, đặt tên là Trệ"」. Quả nhiên sinh ra con trai, lấy đó làm tên, đó chính là Vũ Đế. Năm ấy là năm Ất Dậu, ngày 7 tháng 7, (Vũ Đế) được sinh ra tại Y Lan điện. Năm 4 tuổi, lập làm Giao Đông vương. Một lần, Trưởng công chúa Phiêu ôm vào lòng rồi hỏi:「"Con có muốn lấy vợ không?"」. Giao Đông vương nói:「"Có"」. Trưởng chúa chỉ vào đám đông hơn trăm người đứng cạnh gợi ý tiếp:「"Muốn người nào?"」. Giao Đông vương đều nguầy nguậy lắc đầu, tỏ ý không ưng. Trưởng chúa lại chỉ tay về phía con gái mình, rồi hỏi:「"Ta gả A Kiều làm vợ cho con được chăng?"」. Giao Đông vương nhoẻn cười đáp:「"Được ạ! Nếu lấy được A Kiều làm vợ, con sẽ cho đúc nhà vàng để cho nàng ở"」. Trưởng chúa rất vui, bèn nói với Thượng (tức Hán Cảnh Đế), do đó hôn sự ban thành. Khi đó Hoàng hậu không con, lập con trai của Lịch Cơ làm Thái tử. Hoàng hậu đã bị phế, Lịch Cơ vị thứ, đáng nên lập, nhưng Trưởng chúa can thiệp, Lịch Cơ không vui, có buôn lời trách mắng để bụng. Thượng giao muốn phó các con trai chư vị Cơ thiếp giao Lịch Cơ, nói:「"Sau khi ta mất thì hãy chăm chúng nó"」, Lịch Cơ giận không đáp ứng, còn mắng Thượng như "Lão cẩu", Thượng để tâm. Trưởng chúa to nhỏ với Thượng, lại thấy con trai của Vương phu nhân có dung mạo đẹp, mà Vương phu nhân hiệp cùng Trưởng chúa, mật sai đại thần khuyên lập Lịch Cơ làm Hoàng hậu, Thượng cho rằng Lịch Cơ ở sau giật dây, phát nộ giết đại thần, rồi phế Thái tử làm Vương. Lịch Cơ tự sát, lập Vương phu nhân làm Hoàng hậu. Giao Đông vương làm Thái tử, khi đó 7 tuổi. Trong chiếu viết:「"Trệ, cũng là Triệt"」. Do đó cải tên thành Triệt. | ” |
| — Hán Võ cố sự | |   |